# Karl M. Baer
Karl M. Baer, né le 20 mai 1885 à Arolsen et mort le 26 juin 1956 à Bat Yam, est un auteur germano-israélien, travailleur social, réformateur, suffragiste et sioniste. Homme trans, il est tenu par certains pour être devenu, en 1906, la première personne à entreprendre une chirurgie de réattribution sexuelle de femme vers homme,. Il est par ailleurs l'une des premières personnes trans à avoir obtenu la pleine reconnaissance légale de son identité de genre après qu'un certificat de naissance masculin lui a été délivré en janvier 1907. Sous le pseudonyme de N. O. Body, Karl M. Baer publie en 1907 Aus eines Mannes Mädchenjahren (« Mémoires des premières années d'un homme »), une autobiographie dans laquelle il revient sur sa transition.

## Biographie

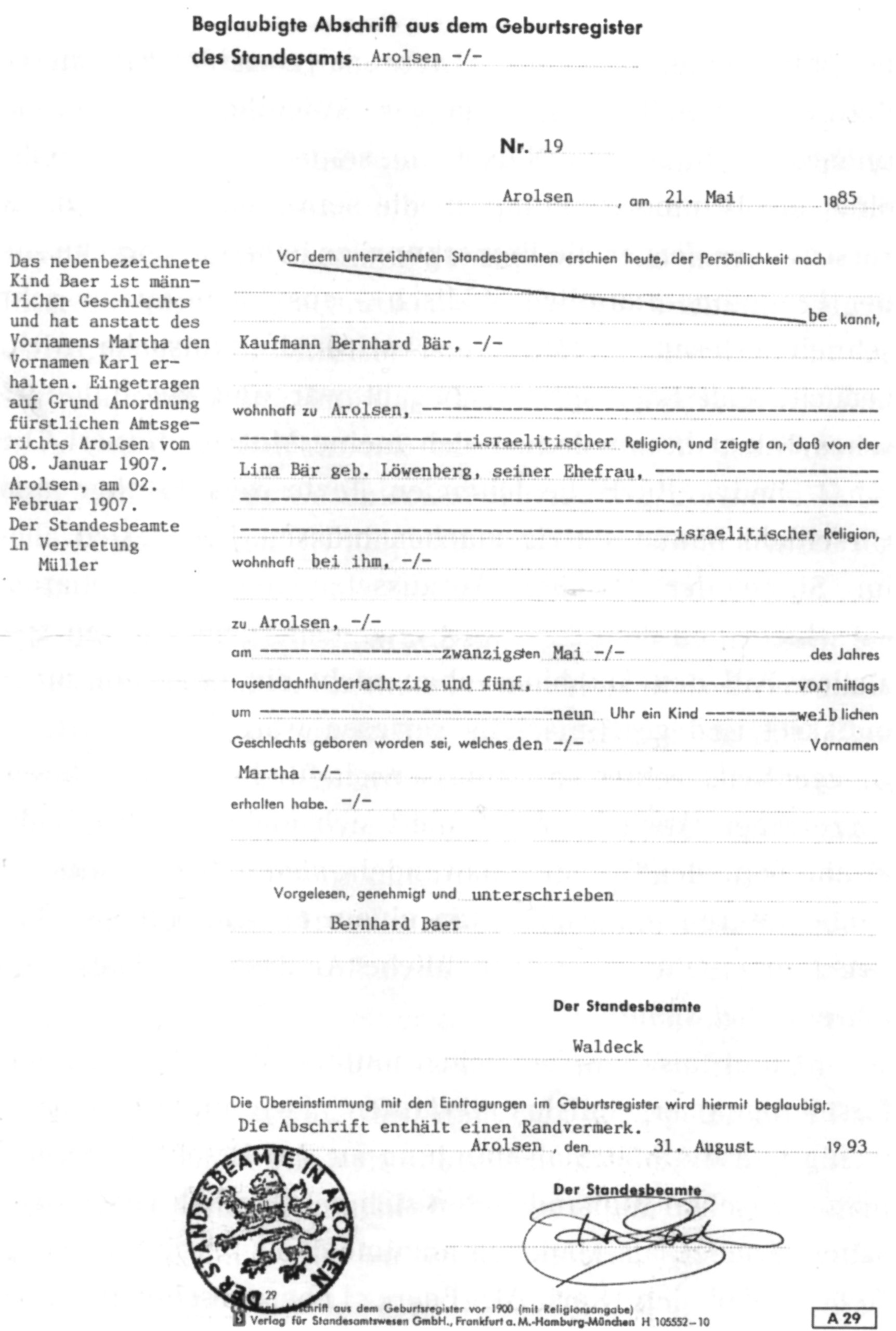
Copie officielle « copie certifiée conforme » de son inscription corrigée dans le registre allemand des naissances Arolsen (Hesse), 1969.

### Études et militantisme en faveur des droits des femmes
Après avoir étudié l'économie politique, la sociologie et la pédagogie à Berlin et à Hambourg, Baer travaille en tant que travailleur social (Volkspflegerin). À côté, il milite également en faveur du droit de vote des femmes.
C'est son travail qui pousse Baer à promouvoir le militantisme des femmes. Il les encourage à faire campagne pour obtenir des écoles et des jardins d'enfants, lesquels permettent aux femmes d'occuper des emplois à l'extérieur de la maison et réduisent les difficultés financières pouvant les inciter à se prostituer. Baer cherche à faire pression sur les autorités pour qu'elles vérifient les documents d'identité et luttent contre les mouvements illégaux le long des voies établies de traite d'êtres humains. Il promeut le mouvement d'éducation des femmes et devient célèbre en tant que réformiste dans toute l'Europe de l'Est et en Allemagne,,.

### Transition
En mai 1904, sous les auspices du chapitre de Hambourg du B'nai B'rith, Baer est envoyé en Galice pour faire campagne contre la traite des femmes des pays pauvres et pour le droit de toutes les femmes à l'éducation. Bien qu'il soit censé rester là-bas deux ans, il revient en Allemagne après une année. Du fait de ses attitudes masculines, de son style argumentatif et de la manière qu'il a de défendre avec virulence la cause des femmes, il est censuré. D'après les notes de Magnus Hirschfeld, médecin et sexologue s'intéressant particulièrement aux personnes non conformes de genre au début du vingtième siècle, ce serait à ce moment-là que Baer aurait transitionné et commencé à vivre ouvertement en tant qu'homme.
Hospitalisé à la suite d'un accident quelque temps plus tard, Karl M. Baer est diagnostiqué comme étant un homme vivant dans le corps d'une femme après que les médecins ont découvert son anatomie. C'est dans ce même hôpital qu'en octobre 1906, Karl M. Baer aurait subi, en plusieurs étapes, une chirurgie de réattribution sexuelle rudimentaire. La véracité de ce fait est cependant remise en cause par plusieurs historiens : si Magnus Hirschfeld suggère bien l'examen chirurgical des gonades de Karl M. Baer, cette procédure n'était que rarement pratiquée dans la mesure où elle résultait souvent en la castration du patient et il n'affirme pas que celle-ci a eu lieu. Par ailleurs, selon Rainer Herrn, la première chirurgie de réattribution sexuelle n'aurait été effectuée qu'en 1912, soit six ans après l'hospitalisation de Karl M. Baer. Enfin, son dossier médical ayant été détruit en même temps que de nombreux autres documents appartenant à Magnus Hirschfeld lors d'un autodafé nazi en 1933, qu'il ait été ou non opéré en 1906, il est aujourd'hui impossible de savoir quelles opérations précisément il aurait effectuées cette année-là. Cela étant, Karl M. Baer obtient en décembre 1906 un certificat médical attestant de son sexe masculin. Sa nouvelle identité est confirmée par les tribunaux d'Arolsen (sa ville natale) le 8 janvier 1907.
La même année parait Aus eines Mannes Mädchenjahren, le récit semi-fictionnel, semi-autobiographique de la jeunesse de son auteur, N. O. Body. Ce dernier est en fait Karl M. Baer, qui, après avoir raconté par écrit à Magnus Hirschfeld son parcours de personne assignée femme à la naissance mais ayant grandi avec le sentiment d'être un homme, a remanié ses notes avec l'aide du sexologue pour en faire un ouvrage à part entière.

#### Nom
Afin d'établir un lien avec ses publications antérieures, signées M. Baer, Karl Baer choisit pour deuxième prénom un prénom commençant par la lettre M, qu'il inclut dans sa signature. Selon Karl Baer, il s'agirait de l'initial de Max. Sur sa pierre tombale cependant, le deuxième prénom indiqué est Meir.

### Vie post-transition
De 1908 à 1911, Karl M. Baer travaille comme agent de vente d'assurances. Le 1er janvier 1911, il prend le poste de consul pour la vie juive à Berlin. En décembre 1920, il devient directeur de la section berlinoise de la loge B'nai B'rith, poste qu'il occupe jusqu'à la fermeture forcée de la section par la Gestapo le 19 avril 1937. Karl M. Baer est alors une figure importante de la société juive et son influence sur la vie culturelle le met en conflit avec l'administration nazie. Il est autorisé à émigrer avec sa femme en Palestine (sur le territoire du futur État d'Israël) en juin 1938. Là, il travaille en tant que comptable de 1942 à 1950, date à laquelle il devient aveugle et doit abandonner son emploi. Il meurt en 1956 et est enterré au cimetière Kiryat-Shaul à Tel-Aviv sous le nom de Karl Meir Baer,.

#### Mariages
Après avoir obtenu le droit de se marier avec sa compagne, la militante Beile Halpern, qu'il a rencontrée à Lemberg, Karl M. Baer l'épouse en octobre 1907. Deux ans plus tard, en mars 1909, Beile Halpern meurt. Karl M. Baer se remarie alors avec Elza Max (1887–1947). Lorsque cette dernière meurt, il épouse en troisièmes noces Gitla Fish, sa secrétaire, avec qui lui et Elza Max ont vécu un temps en trouple, après que Gitla Fish les a eu rejoints en Palestine.

### Intersexuation potentielle
Relisant les mémoires de Karl M. Baer, le chercheur Orlando Meier-Brix suggère que ce récit pourrait également être celui d'une personne intersexe. Ainsi, le narrateur raconte-t-il qu'à l'adolescence, il voit son corps se transformer d'une manière très différente de celui de ses camarades féminines : sa voix devient plus grave, ses règles ne se déclenchent pas, des poils lui poussent sur le visage... autant de changements qui font dire à Orlando Meier-Brix que le « corps [de N. O. Body] avait déjà transitionné sans intervention médicale, au moment de la puberté » et que « le protagoniste/Baer [a transitionné] pour vivre dans le corps dans lequel il est né ».

## Aus eines Mannes Mädchenjahren
Dans le cadre de son analyse et de sa thérapie, Karl M. Baer écrit des notes pour Magnus Hirschfeld sur ce qu'a été son expérience de personne que tout le monde traite comme une fille bien qu'elle ait le sentiment d'être un homme. Après les avoir retravaillées tous les deux pour en faire Aus eines Mannes Mädchenjahren, le livre parait en 1907 sous le pseudonyme de N. O. Body. Les détails des antécédents de Baer ont également été modifiés pour empêcher les lecteurs de l'identifier à partir du texte. Magnus Hirschfeld, ardent défenseur de la notion de « troisième sexe », dans laquelle toute personne mal à l'aise avec les normes de genre ou la dichotomie sexuelle pourrait se reconnaitre, espère alors que le livre permettra d'expliquer le dilemme dont souffrent de nombreux enfants intersexués lorsqu'ils sont contraints de vivre dans un système de genre binaire.
Réimprimé à plusieurs reprises et traduit dans plusieurs langues, le livre assure plus tard à Karl M. Baer un revenu continu tout au long de sa vie. Il est à noter cependant que le récit a été révisé pour les éditions ultérieures, en particulier celles publiées après la Première Guerre mondiale, afin de prendre en compte les changements en termes d'acceptation sociale et répondre à de nouveaux objectifs sociaux et politiques.
En 1919, Karl Grune adapte le livre de Karl M. Baer en une autobiographie fictive et dans le scénario d'un film muet dont la vedette est, dans le rôle de Nobody, l'actrice allemande Erika Glässner (1890–1959). Aucune copie du film ne semble avoir survécu à la période nazie et à la Seconde Guerre mondiale.
L'édition imprimée de 1993 d'Aus eines Mannes Mädchenjahren est accompagnée d'un commentaire intitulé Wer ist Nobody? (Qui est Nobody?), de l'historien et écrivain Hermann Simon (en), dont les tantes et la mère étaient des amies de Karl M. Baer et de l'une de ses épouses.
La traduction anglaise de Deborah Simon, basée sur une réimpression allemande d'après-guerre, a été publiée en 2005 sous le nom de Memoirs of a Man's Maiden Years.

### De Karl M. Baer
- (de) N.O. Body (préf. Rudolf Presber, postface Magnus Hirschfeld, avec un commentaire supplémentaire et une discussion de clôture (« Wer war NO Body? » (« Qui était NO Body ?»))), Aus eines Mannes Mädchenjahren [« Mémoires des années de jeune fille d'un homme »], Berlin, Hentrich, 1993 (1re éd. 1907), 246 p. (ISBN 3-89468-086-5)[18]
- (de) M. Baer, « Mädchenhandel », Arena, Rudolf Presber, vol. 3, no 5,‎ août 1908, p. 549–555
- (de) KM Baer-Berlin, « Über den Mädchenhandel », Zeitschrift für Sexualwissenschaft, no 9,‎ 1908, p. 513–528

### Sur Karl M. Baer
- (de) Magnus Hirschfeld, « Drei Fälle von irrtümlicher Geschlechtsbestimmung », Medizinische Reform. Wochenschrift für soziale Medizin, Hygiene und Medizinalstatistik, no XV,‎ 1906
- (de) Magnus Hirschfeld, Pathologie sexuelle : Ein Lehrbuch für Ärzte und Studierende, Bonn, 1918, chap. 2 (« Sexuelle Zwischenstufen: Das männliche Weib und der weibliche Mann »)
- (de) Louis Maretzki, Geschichte des Ordens Bne Briss in Deutschland 1882–1907, Berlin, 1907
- (en) Orlando Meier-Brix, « Reading Transition with Suspicion : An Affective Critique of Umwandlung in N. O. Body's Aus eines Mannes Mädchenjahren and its Reception », SQS, vol. 17, nos 1-2,‎ 2023 (lire en ligne)